# Artibonite (Fluss)
Der Artibonite (französisch) oder Río Artibonito (spanisch; hatitianisch: Latibonit) ist der längste Fluss auf der Insel Hispaniola.

## Verlauf und Zuflüsse
Der Artibonite entspringt am Fuße des Nalga de Maco im Gebirge Cordillera Central in der Dominikanischen Republik. Von dort verläuft er in südwestlicher Richtung, danach parallel zur dominikanisch-haitianischen Grenze, nur wenige Kilometer östlich  davon, bis zum Weiler Pedro Santana. Von Pedro Santana an wird er auf einem kurzen Abschnitt, bis zur Einmündung des Río Macasías, zum Grenzfluss. Von dort an fließt er durch Haiti, zunächst durch das Département du Centre, dann durch das nach ihm benannte Département Artibonite. Nördlich von Saint-Marc mündet der Artibonite bei Grand-Saline in den Golf von Gonâve. Am Artibonite liegen u. a. die Städte Mirebalais und Verrettes.
Seine wichtigsten Zuflüsse sind Rivière Boucan Carré, Rivière Estère, Rivière Fer à Cheval, Rivière Guayamouc, Rivière Libon, Rivière Macasia, Rivière Thomonde und Rivière La Tombe.

## Nutzung
Der Artibonite wird in der Umgebung von Mirebalais und vor allem ab Verrettes bis kurz vor der Mündung zur Bewässerung der anliegenden Felder benutzt.
Am Kraftwerk des Péligre-Staudamms werden 25 Prozent der Elektrizität Haitis produziert. Der Damm war bei seiner Fertigstellung 1957 der damals höchste der Welt. Die Talsperre hat eine Kapazität von 328 Millionen m³. Ein weiteres Wasserkraftwerk mit dem Namen „Artibonite 4 C“ ist in Planung.